# Familie Smaldone
Die Familie Smaldone (Denver Crime Family) war eine italo-amerikanische Mafiafamilie der amerikanischen Cosa Nostra mit Hauptsitz in Denver und Pueblo (Colorado). Seit dem Jahr 2006 gilt die Familie als inaktiv.

## Geschichte

### Regime von Joe Roma
Der erste bekannte Boss der Organisation war Joe „Little Caesar“ Roma, der für das größte Schmuggel-Imperium in Denver bekannt war. Er kontrollierte Nord-Denver und arbeitete mit den Brüdern „Pete“ & „Sam“ Carlino zusammen, die den Schmuggel südlich von Denver, bzw. in Pueblo kontrollierten.
Anfang der 1930er Jahre kämpften diverse Schmuggel-Banden um die Kontrolle über die Stadt. Joe Roma, der Chef der Stadt, stimmte zu, sich am 25. Januar 1931 mit den Carlino-Brüdern und weiteren Schmugglern zusammenzusetzen, um den Bandenkrieg zu beenden. Die Polizei überfiel das Treffen und verhaftete 29 Männer zusammen mit Pete Carlino. Der Konflikt wurde somit niemals gelöst. Am 8. Mai 1931 wurde Sam Carlino in seinem Haus ermordet. Pete Carlino versteckte sich, jedoch wurde seine Leiche am 13. September unter einer Brücke gefunden. Ihm wurde zweimal in den Rücken und einmal in den Kopf geschossen. Somit gewann Roma die Kontrolle über das Pueblo-Gebiet, verlor aber fast zwei Jahre später alles, als Roma in seinem Haus von Schusswunden tot aufgefunden wurde. Die Tatverdächtigen waren drei Gangster namens Louis Brindisi, James Spinelli und Eugene Smaldone.

### Expansion durch Blanda
Nach dem Mord an Roma übernahm Charlie Blanda die Aktivitäten der Denver Crime Family und begann, die Operationen sowohl nach Wyoming als auch nach Idaho zu erweitern. Blanda hatte eine gute Bindung zum Chicago Outfit, zur St. Louis-Familie, zur Kansas City-Familie und zu Jack Dragna von der Los Angeles-Familie und er hatte neben illegalen Aktivitäten auch diverse legitime Geschäftsbeteiligungen.
Nachdem er im Jahr 1950 wegen Steuerhinterziehung inhaftiert wurde, übernahm Vincenzo James „Black Jim“ Colletti das Tagesgeschäft und Blanda wurde 1953 nach seiner Entlassung aus dem Gefängnis zum Consigliere ernannt.

### Neuer Chef von Colorado
Colletti gehörte zu den rund 100 Mafia-Mitgliedern die 1957 an dem legendären Apalachin-Meeting teilnahmen; eine Zusammenkunft von fast allen Bossen der amerikanischen Cosa Nostra im November 1957, welche in der Gemeinde Apalachin im Bundesstaat New York stattfand und von der örtlichen Polizei gestürmt wurde. Colletti selbst gehörte zu den 62 Mafiosi die kurzzeitig verhaftet wurden.
Colletti besaß seinen eigenen Spirituosenladen und er war Barbesitzer. Er organisierte während seiner Amtszeit vor allem Aktivitäten im Bereich des illegalen Glücksspiels und des Drogen-Schmuggels. In einem Artikel des Life Magazins im Jahr 1967 wurde er als der „Chef von Colorado“ betitelt.

### Spinuzzis Amtszeit
Im Jahr 1969 wurde Joseph James „Scotty“ Spinuzzi der neue Boss der Familie, nachdem Colletti eines natürlichen Todes starb. Bereits im Jahr 1971 nannte ihn der National Council on Crime and Delinquency als Kopf der organisierten Kriminalität in Colorado. Vier Jahre später starb er eines natürlichen Todes und Eugene „Checkers“ Smaldone wurde der neue Kopf der Organisation, welche später auch als Smaldone-Familie bekannt wurde.

### Smaldone-Ära
Obwohl verdächtigt, an mehreren Tötungen teilgenommen zu haben oder hinter ihnen zu stehen, wurde Eugen niemals wegen Mordes angeklagt. Eugenes Strafakte zeigt Einträge bzgl. Autodiebstahl, Schmuggel und Einkommensteuerhinterziehung. Eugene und sein Bruder, bzw. Underboss namens Clarence „Chauncey“ Smaldone, nutzten ihr Familienrestaurant namens Gaetano’s im Norden von Denver als Hauptquartier.
Die Smaldone-Brüder beschäftigen sich mit Kreditwucher und Buchmacherei, aber Glücksspiel war ihr Hauptstandbein und sie waren gegen Drogenhandel jeglicher Art. Clarence Smaldone wurde im Jahr 1983 wegen Kreditwucher zu 8 Jahren Gefängnis verurteilt und der älteste Bruder namens Clyde G. „Flip Flop“ Smaldone wurde sein Nachfolger als Unterboss.
Eugene Smaldone starb im März 1992 im Alter von 81 Jahren durch einen Herzinfarkt und sein Bruder der 1991 aus dem Gefängnis entlassen wurde, übernahm nach dessen Tod die Leitung der Organisation. Seit seinem Tod im Jahr 2006, ist die Familie nach 60 Jahren nicht mehr organisiert und gilt als inaktiv.

## Historische Führung

### Oberhaupt der Familie
Nicht immer ist das Oberhaupt einer Familie so eindeutig zu identifizieren; insbesondere, wenn durch eine Haftstrafe ein anderes Familienmitglied in den Vordergrund rückt. Die Betrachtung von außen macht es nicht immer einfach, ein neues Oberhaupt als solches zu erkennen bzw. dessen genaue Amtszeit festzustellen.
Außerdem scheint sich gewissermaßen ein Präsidialsystem durchzusetzen; d. h. das Oberhaupt verlagert seine Macht mehr auf einen sogenannten „acting boss“ und/oder „street boss“, die ihrerseits wiederum das Oberhaupt als solches weiter anerkennen, auch wenn es zum Beispiel in Haft sitzen sollte.
| Zeitraum  | Name                    | Spitzname     | Lebenszeit | Todesursache                   | Anmerkung                                                          |
| --------- | ----------------------- | ------------- | ---------- | ------------------------------ | ------------------------------------------------------------------ |
| 1923–1933 | Giuseppe „Joe“ Roma     | Little Caesar | ????–1933  | am 18. Februar 1933 erschossen | Tatverdächtige: Louis Brindisi, James Spinelli und Eugene Smaldone |
| 1933–1950 | Charles J. Blanda       | Charlie       | 1899–1969  | Schlaganfall                   | 1950–1953 inhaftiert / wurde 1953 Consigliere                      |
| 1950–1969 | Vincenzo James Colletti | Black Jim     | 1897–1969  | natürlicher Tod                |                                                                    |
| 1969–1975 | Joseph James Spinuzzi   | Scotty        | 1907–1975  | natürlicher Tod                |                                                                    |
| 1975–1992 | Eugene Smaldone         | Checkers      | 1910–1992  | Herzinfarkt                    |                                                                    |
| 1992–2006 | Clarence Smaldone       | Chauncey      | 1916–2006  | natürlicher Tod                |                                                                    |

### Underboss der Familie
Der Underboss ist die Nummer zwei in der Verbrecher-Familie, er ist der stellvertretende Direktor des Syndikats. Er sammelt Informationen für den Boss, gibt Befehle und Instruktionen an die Untergebenen weiter. In Abwesenheit des Bosses führt er die kriminelle Gruppe.
| Zeitraum  | Name              | Spitzname | Lebenszeit | Todesursache    | Anmerkung            |
| --------- | ----------------- | --------- | ---------- | --------------- | -------------------- |
| 1975–1983 | Clarence Smaldone | Chauncey  | 1916–2006  | natürlicher Tod | 1983–1991 inhaftiert |
| 1983–1998 | Clyde G. Smaldone | Flip Flop | 1906–1998  | Schlaganfall    |                      |

### Consigliere der Familie
Auf derselben Ebene wie der Underboss steht der Consigliere, der Berater der kriminellen Familie. Es handelt sich meist um ein älteres Mitglied der Familie, das in seiner kriminellen Karriere die Stellung des Bosses nicht erreicht und sich nun teilweise von der aktiven kriminellen Tätigkeit zurückgezogen hat. Er berät den Boss und den Underboss und hat dadurch einen beträchtlichen Einfluss und erhebliche Macht.
| Zeitraum  | Name              | Spitzname | Lebenszeit | Todesursache | Anmerkung         |
| --------- | ----------------- | --------- | ---------- | ------------ | ----------------- |
| 1953–1969 | Charles J. Blanda | Charlie   | 1899–1969  | Schlaganfall | war bis 1950 Boss |